# Santa Catalina de Mossa (distrito)
Santa Catalina de Mossa é um distrito do Peru, departamento de Piura, localizada na província de Morropón.

## Transporte
O distrito de Santa Catalina de Mossa é servido pela seguinte rodovia:
- PE-1NR, que liga a cidade de Chulucanas ao distrito de Pacaipampa [1][2][3]